# Wojskowy Ośrodek OUN
Wojskowy Ośrodek OUN - został utworzony w 1940 w Krakowie.
Organizatorem był referent wojskowy Rewolucyjnego Prowodu OUN - Roman Szuchewycz, działaczami: Dmytro Hrycaj, Ołeksa Hasyn, Wasyl Sydor, Osyp Karaczewśkyj, S. Nowyćkyj. Po II Kongresie OUN w Krakowie (1-3 kwietnia 1940) rozbudowano go w Krajowy Sztab Wojskowy, któremu przewodniczył Dmytro Hrycaj.
Dzięki poparciu i z pomocą wysokich oficerów niemieckich udało się WO wyszkolić i uzbroić dwa oddziały (400 osób) pod ukraińską propagandową nazwą Drużyny Ukraińskich Nacjonalistów, które złożyły przysięgę na wierność Ukrainie.